# José María Moreno (subte de Buenos Aires)
José María Moreno es una estación de la línea E de la red de subterráneos de la Ciudad de Buenos Aires. Se encuentra ubicada debajo de la intersección de las avenidas Directorio y José María Moreno, en el límite entre los barrios de Caballito y Parque Chacabuco.
Fue inaugurada el 23 de julio de 1973, convirtiéndose temporalmente en terminal sur de la línea. Perdió tal condición al inaugurarse la estación Emilio Mitre el 7 de octubre de 1985.
Posee una tipología subterránea con dos andenes laterales y dos vías, además de un vestíbulo superior con cuatro accesos y escaleras mecánicas.

## Decoración
Realizada con mucha posterioridad a las estaciones originales de la línea E, la estación José María Moreno no comparte los criterios estilísticos de sus predecesoras. Sus andenes no poseen murales y están decorados por venecitas con diseños llamativos. En su vestíbulo fue instalado un mural de 3,33 x 2,26 metros, basado en Bocetos de 1973 de Carlos Benvenuto y realizado por Cerámica Santa María en Buenos Aires en homenaje al Doctor José María Moreno.
En 2015 la estación se intervino con obras en homenaje al Tramway Histórico de Buenos Aires, del artista Dario Zanna.
Al igual que el resto de las estaciones de la línea E, las instalaciones tales como las escaleras mecánicas tienen un avanzado estado de deterioro.

## Hitos urbanos
Se encuentran en las cercanías de esta:
- Autopista 25 de Mayo
- Destacamento Caballito de los Bomberos de la Policía Federal Argentina
- Hospital Municipal de Quemados Dr. Arturo Umberto Illia
- Centro Médico Barrial N° 23 del Gobierno de la Ciudad de Buenos Aires
- Escuela Primaria Común N° 17 Prof. Raul L. Bernardelli

## Imágenes

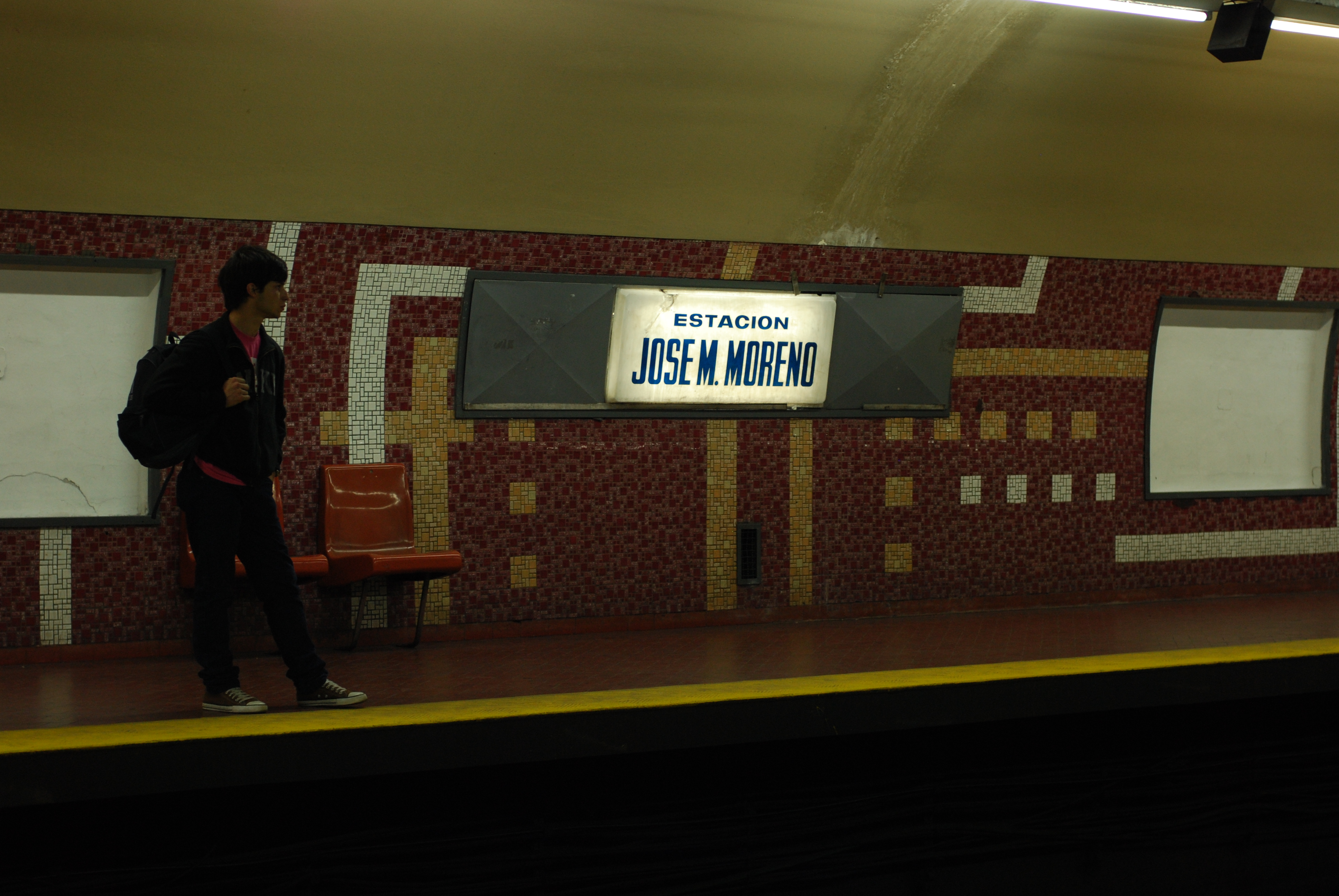
Andén y cartel original de la estación
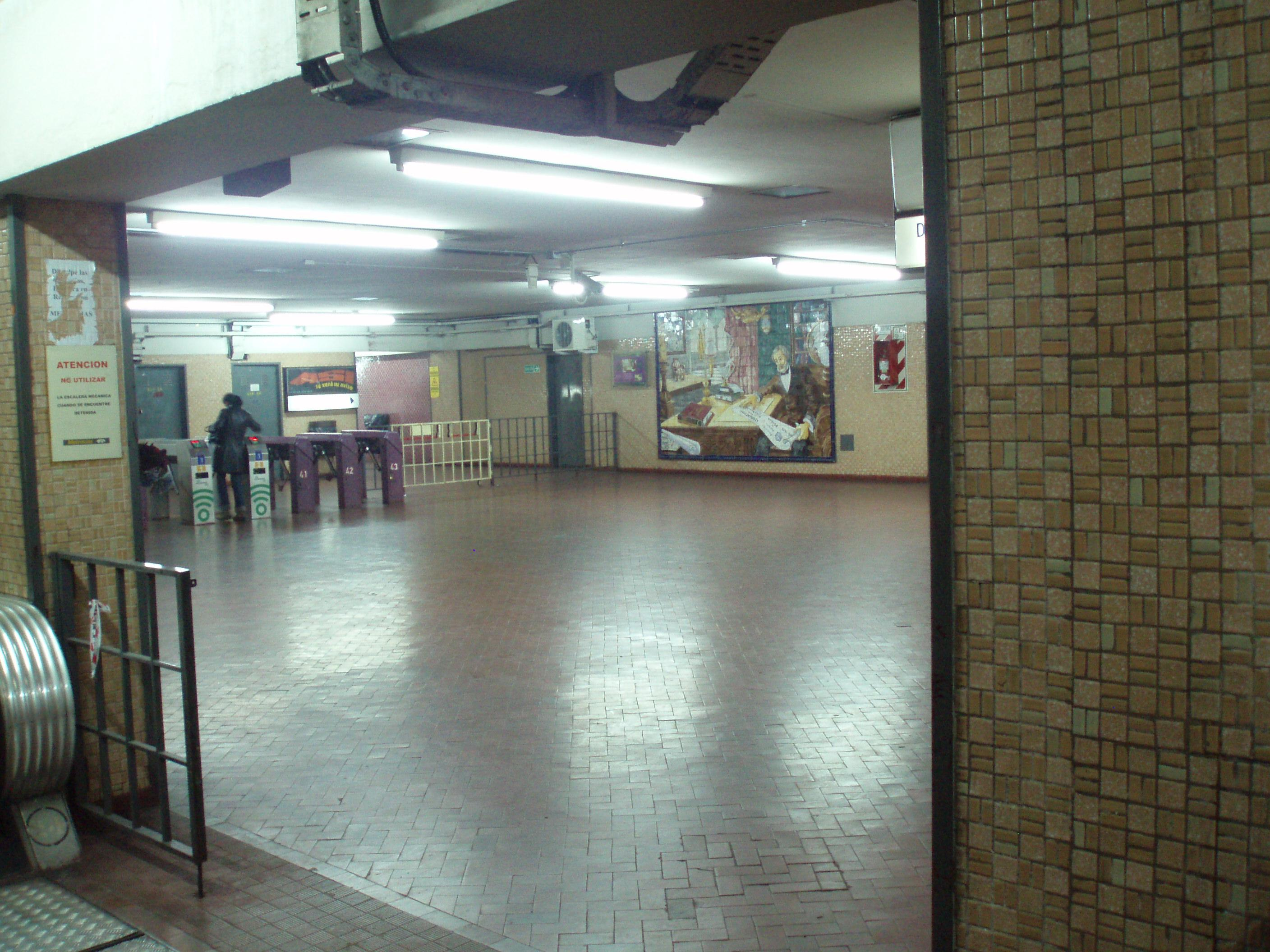
Vestíbulo de la estación y mural
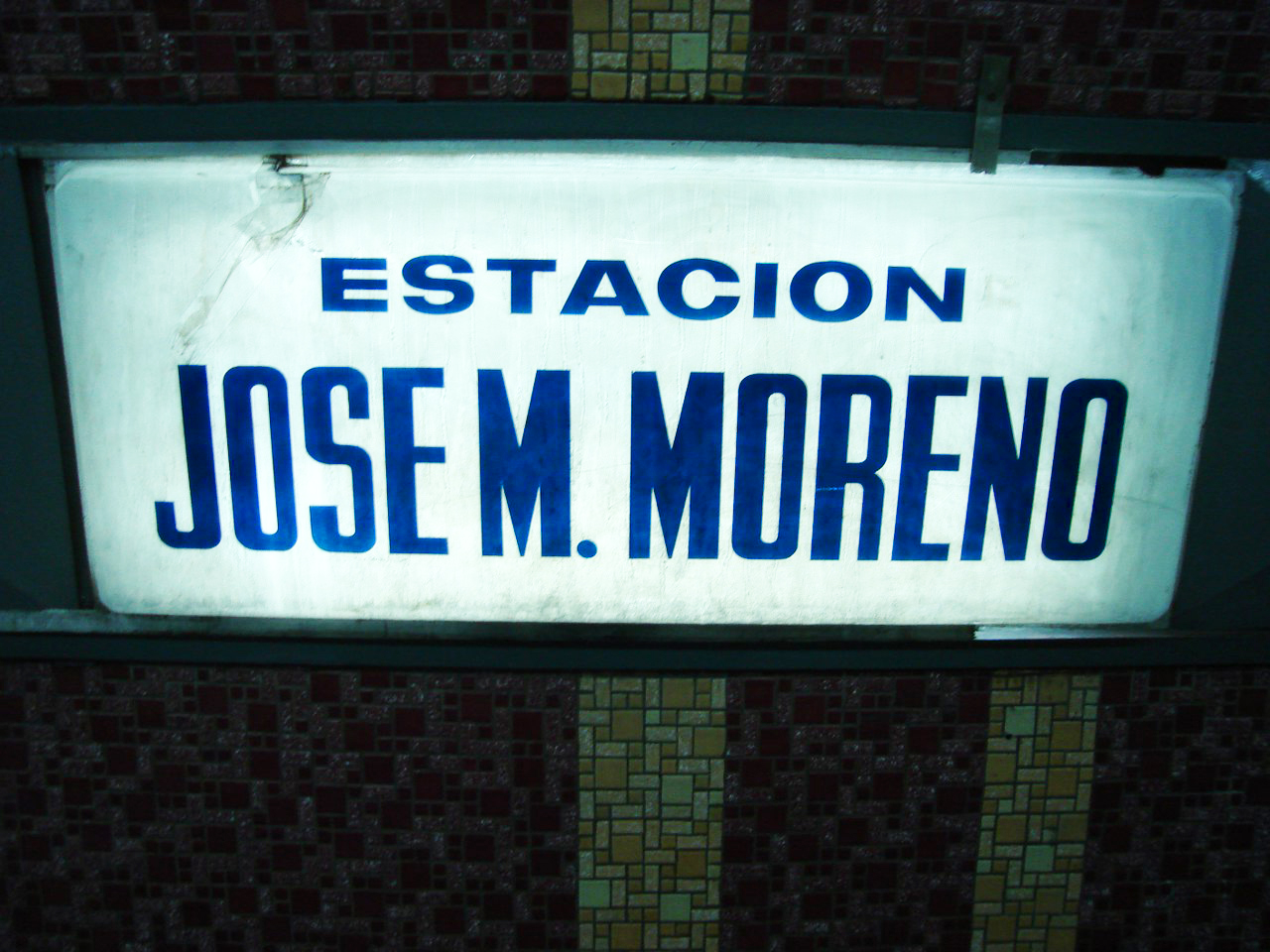
Cartel original de la estación
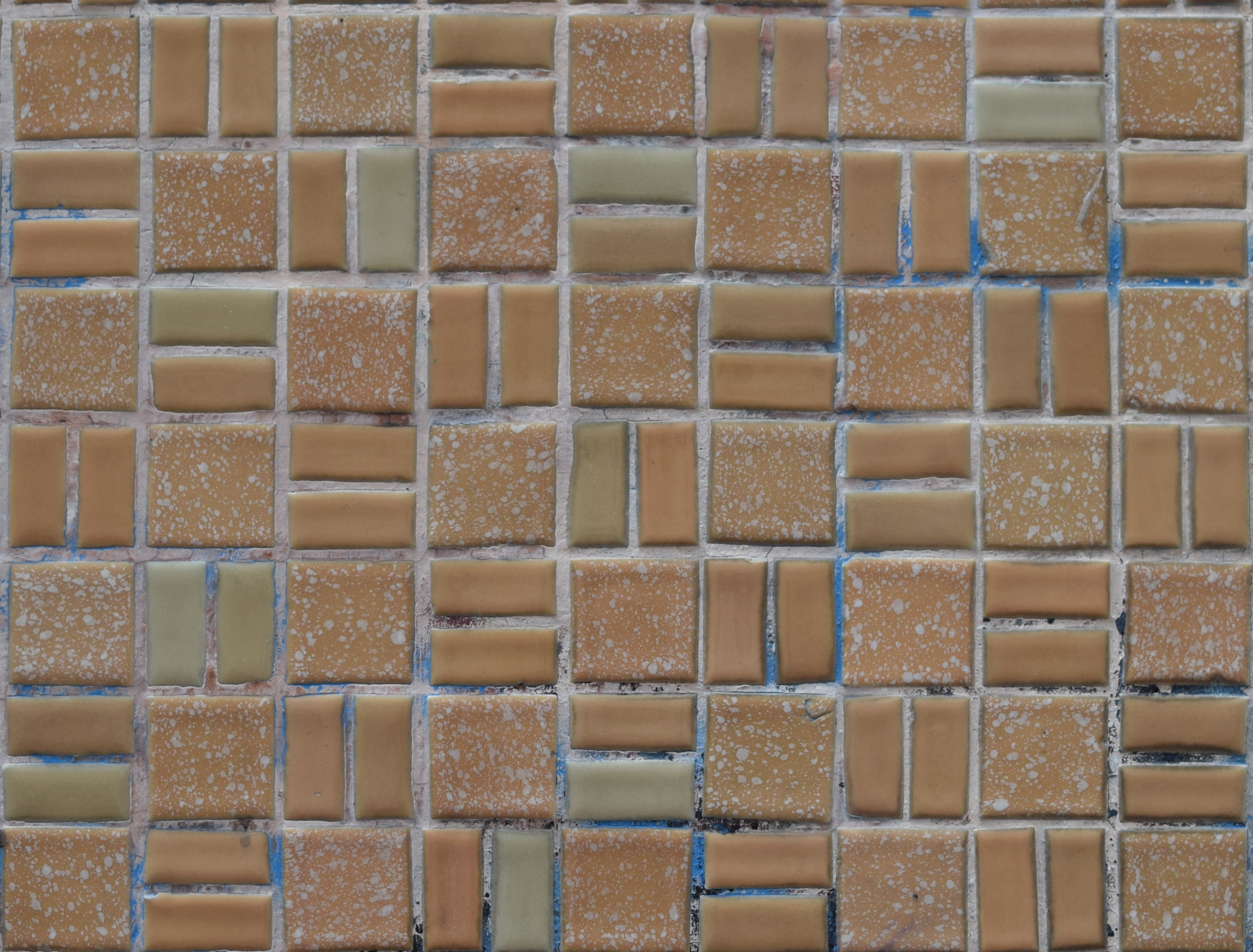
Alicatado
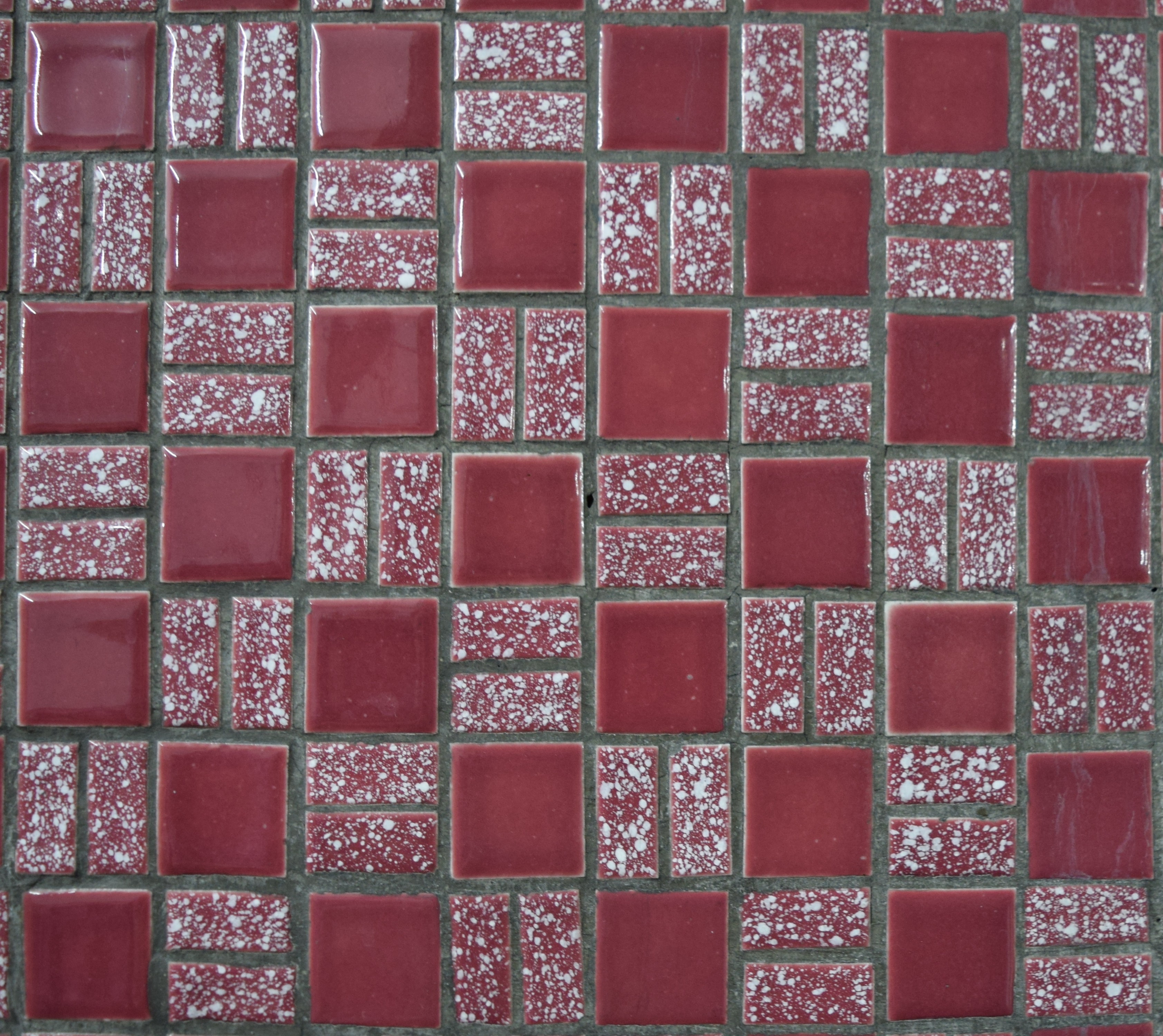
Alicatado
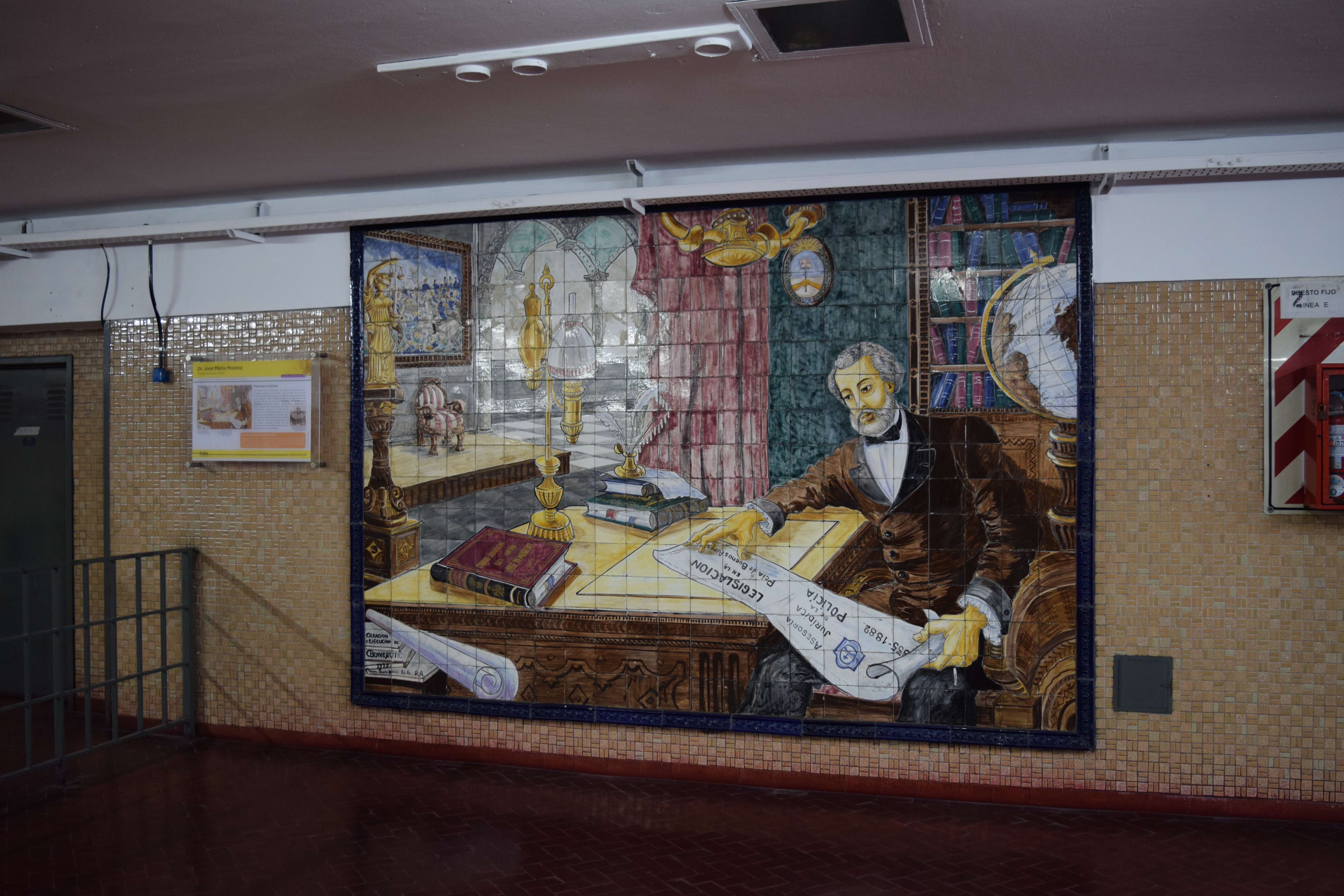
Mural en el vestíbulo
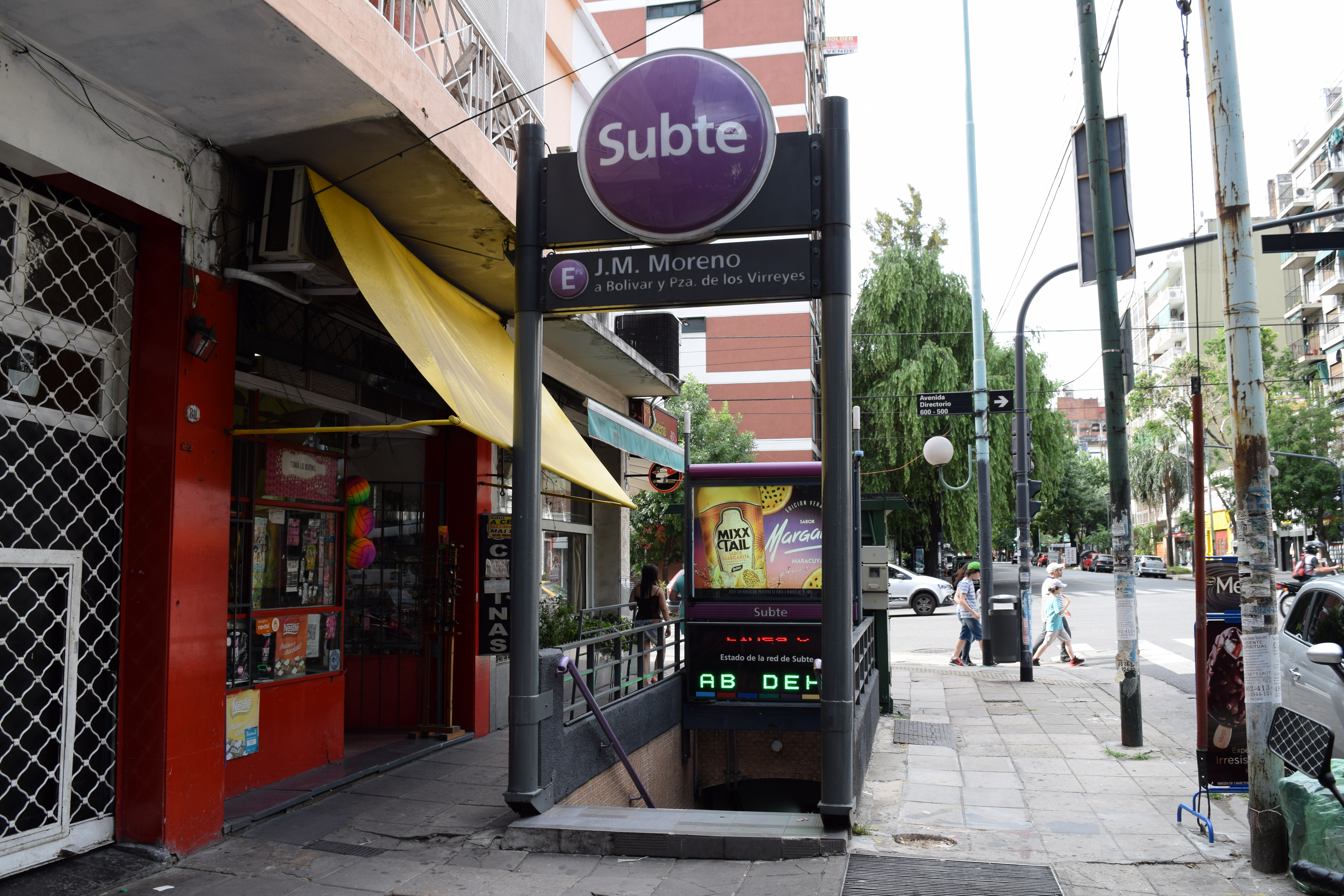
Acceso